# Balik (miejscowość)
Balik (bułg. Балик) – wieś w Bułgarii, w obwodzie Dobricz, w gminie Terweł. Według danych szacunkowych Ujednoliconego Systemu Ewidencji Ludności oraz Usług Administracyjnych dla Ludności, 15 czerwca 2020 roku miejscowość liczyła 228 mieszkańców.